# Apenthecia vittata
Apenthecia vittata är en tvåvingeart som beskrevs av Tsacas 1983. Apenthecia vittata ingår i släktet Apenthecia och familjen daggflugor. Inga underarter finns listade i Catalogue of Life.